# Jacques Guggenheim
Pour les articles homonymes, voir Guggenheim.
Jacques Léopold Arthur Guggenheim, né le 21 février 1923 à Paris et mort le 22 décembre 1996 à Saint-Martin-le-Beau, est un ancien résistant et un chef d'entreprise français.

## Biographie

### Éducation et famille
Études : Lycée Janson-de-Sailly à Paris, Lycée Thiers à Marseille, École nationale d'ingénieurs d'arts et métiers de Cluny.

Diplômé d ́état-major des armées.

### Résistance pendant la Seconde Guerre mondiale
Il entré dans la résistance en 1940, et participe au recrutement des Universités puis aux Groupes francs de la Région de Marseille.
Il est engagé volontaire à 18 ans le 1er février 1942.
Il participe au soulèvement de Saint-Amand Montrond en juin 1944 dans la Compagnie "Surcouf".
Il rejoint le maquis, puis le 8e GRDI. Il participe au siège de Royan puis aux opérations du Front d'Alsace au 12e Régiment de Chasseurs à cheval.

## Carrière
- Président-directeur général de la société Sucmanu (1947-64),
- Directeur général (1964), Président-directeur général (1976-90), Président émérite (depuis 1990) de la société Locatel,
- Administrateur de Sovac Entreprises (1969-96).

Entré, dès sa sortie des Arts et Métiers, comme ingénieur à la Société SUCMANU, Jacques Guggenheim a contribué de 1947 à 1964 à la rénovation, des centrales thermiques des Charbonnages de France et de l'EDF, ainsi qu'à la réalisation du Plan français d'équipement des Abattoirs sous l'égide du Génie Rural.
Responsable de la société Locatel à compter de 1964, Jacques Guggenheim est parvenu en 25 ans à faire de cette entreprise, le leader dans le marché de la communication. Jusqu'à la fin des années 1980, forte de 1 000 collaborateurs, réalisant un chiffre d'affaires de 500 millions de Francs, 2,2 millions de téléspectateurs ont fait appel aux services de Locatel.
Durant sa Présidence et sous son impulsion, Locatel a joué un rôle majeur : lors du démarrage de la télévision Couleur, en mettant ses moyens à la disposition de l'ORTF en octobre 1967.

## Divers
- Membre fondateur et Vice-président du Comité national pour le développement des grandes écoles (1970-95),
- Vice-président (1971-74) de la Société des anciens élèves de l École nationale supérieure des arts et métiers,
- Membre du Comité national de liaison Défense-Armée-Nation,
- Membre du conseil national du Rassemblement Pour la République (1984).

## Décorations officielles françaises
- Officier de la Légion d'honneur (J.O. 1er janvier 1974)
- Chevalier de l'ordre des Palmes académiques (18 janvier 1985)
- Croix de guerre 1939–1945 (5 novembre 1958)
- Médaille de la Résistance française, avec rosette (25 avril 1946)
- Chevalier de l'ordre du Mérite militaire (11 août 1960)
- Médaille des services militaires volontaires, or (3 mai 1982)